# (8401) Assirelli
Pour les articles homonymes, voir Assirelli.
(8401) Assirelli est un astéroïde de la ceinture principale.

## Description
(8401) Assirelli est un astéroïde de la ceinture principale. Il fut découvert le 16 février 1994 à Farra d'Isonzo par l'Observatoire astronomique de Farra d'Isonzo. Il présente une orbite caractérisée par un demi-grand axe de 2,66 UA, une excentricité de 0,07 et une inclinaison de 9,2° par rapport à l'écliptique.

## Étymologie
Cet astéroïde est nommé en l'honneur de Giuseppe Assirelli (1950-1998).

## Compléments